# Sphaerotrochalus wintgensi
Sphaerotrochalus wintgensi är en skalbaggsart som beskrevs av Hermann Julius Kolbe 1914. Sphaerotrochalus wintgensi ingår i släktet Sphaerotrochalus och familjen Melolonthidae. Inga underarter finns listade i Catalogue of Life.